# 塔卡利族
塔卡利族，是生活在尼泊爾北部木斯塘地區的民族，根據2001年人口普查，他們人口大約有13000人，佔總人口0.06%，而在尼泊爾的12,973人中，65.01%是佛教徒，33.83%人是印度教徒。在尼泊爾南方生活比較多信仰印度教，北方則遵循藏傳佛教
塔卡利族也是尼泊爾最成功的商人，他們以前從事的生意是喜瑪拉雅地區的鹽穀交易，現在也是許多尼泊爾的酒店和小旅館的業主。
塔卡利族實行嚴格內婚制，只與同族結婚，同時分為四個氏族，在四個氏族內通婚但不得在同一氏族結婚。這四個氏族是地位平等的社會和儀式。然而，在祭祀的優先基礎上，Sherchan/Sherchan通常是第一位的，其次是Gauchan，Bhattachan和Tulachan，四個氏族都有自己的圖騰，分別是龍，大象，雪豹，犛牛。
他們的語言塔卡利語是藏緬語系的語言。